# ローラン・ボック
ローラン・ボック（Roland Bock、1944年8月3日 - ）は、ドイツの元プロレスラー。旧西ドイツのバーデン＝ヴュルテンベルク州ガイスリンゲン出身。
リングネームはローランド・ボックとも表記されていた。また、1978年のアントニオ猪木との対戦を報じた雑誌では、明らかな誤表記であるがローラン・ブルックなどと紹介されたこともある。
ドイツを主戦場に、アマチュア時代に培った高度なレスリング技術と巨体から繰り出される怪力を活かして活躍したが、後述するジョージ・ゴーディエンコ、ダニー・リンチ、猪木、アンドレ・ザ・ジャイアントとの試合など、プロレスの暗黙の了解をしばしば無視し、時には対戦相手を故意に負傷させるといった悪評も付いて回った。その妥協なきファイトスタイルから、日本では「地獄の墓掘人」の異名を持つ。

## 来歴

### アマチュア時代
14歳でレスリングをはじめ、1961年に西ドイツのジュニア選手権で優勝。1963年にはシニア選手権でフリースタイルの3位に入賞し、翌1964年の東京オリンピックにノミネートされるが、関節を痛めて出場を断念している。1968年、グレコローマンスタイルのヘビー級西ドイツ代表としてメキシコシティオリンピックに出場。1970年には欧州選手権で優勝し、1972年のミュンヘンオリンピックにも出場予定だったが、同年に行われた欧州選手権の試合当日に体調を崩して欠場したため、ナショナルチームを除名され出場停止処分を受けている（興奮剤の使用を巡って西ドイツの体育協会とトラブルを起こし、出場停止になったともされている）。
競技レスリングでの成績は、次のとおり。
国際大会
| 年     | 順位 | 大会                                                 | スタイル | 体重別階級     | |
| 1965年 | 2位  | クリッパン・トーナメント                             | GR       | ヘビー         | スウェーデンのラグナル・スヴェンソンが優勝、ユーゴスラビアのミオドラグ・シタコビッチが3位                                                                               |
| 1965年 | 3位  | モスクワでの「IvanPoddubny」トーナメント             | GR       | ヘビー         | ソビエトのニコライ・シュマコウとアナトリ・ロシチンに続く3位 |
| 1966年 | 2位  | Klippanトーナメント                                  | GR       | ヘビー         | スウェーデンのスヴェンソンが優勝、デンマークのヴァルター・クレーマンが3位                                                                                               |
| 1966年 | 4位  | 1966年のヨーロッパレスリング選手権（エッセン）       | GR       | ヘビー         | トルコのベキル・アクス、ルクセンブルクのヨーゼフ・シュマー、チェコスロバキアのペトル・クメント、ソビエトのロシチンに引き分け、ハンガリーのイシュトヴァーン・コズマに1敗 |
| 1968年 | 5位  | 1968年のヨーロッパレスリング選手権（ヴェステロース） | GR       | ヘビー         | ベルギーのレイモンド・ウイッターゲーゲに勝利し、ポーランドのエドワード・ウォイダ、スウェーデンのスヴェンソン、ソビエトのアナトリ・コッホニューに引き分け                |
| 1968年 | 6位  | 1968年のヨーロッパレスリング選手権（スコピエ）       | F        | ヘビー         | スイスのブルーノ・ユッツェラーに勝利し、スウェーデンのアルネ・ロバーツソンとハンガリーのニャールス・ラースローに引き分け、ソビエトのアレクサンダー・メドウェドに敗退    |
| 1968年 | 11位 | 1968年メキシコシティーオリンピックのレスリング競技   | GR       | ヘビー         | スウェーデンのスヴェンソンと同点で、ソビエトのロシチンとブルガリアのステファン・ペトロウに敗退                                                                          |
| 1969年 | 1位  | Klippanトーナメント                                  | GR       | スーパーヘビー | ソビエトのコッホニュー、東ドイツのユルゲン・クリンゲ、スウェーデンのロバーツソンらに勝利                                                                                |
| 1970年 | 1位  | 1970年のヨーロッパレスリング選手権（東ベルリン）     | GR       | スーパーヘビー | フィンランドのライモ・カールソン、ハンガリーのヨーゼフ・ツァターリ、ブルガリアのアレクサンダー・トモウらに勝利、チェコスロバキアのペトル・クメントに引き分け            |
| 1970年 | 7位  | 1970年レスリング世界選手権（エドモントン）           | GR       | スーパーヘビー | ユーゴスラビアのイストヴァン・セメレディに勝利、ロシュチンに引き分け、ブルガリアのトモウに敗退                                                                          |
| 1972年 | 4位  | 1972年のヨーロッパレスリング選手権（カトヴィツェ）   | GR       | スーパーヘビー | スイスのカール・バッハマン、イタリアのジュゼッペ・マルクッチ、フィンランドのカールソンに勝利し、ルーマニアのビクトル・ドリプスキに1敗した後、怪我のために辞退           |

国内選手権
| 年     | 順位 | 年齢層   | スタイル | 体重別階級     | 結果                                                                                             |
| 1961年 | 2位  | ユースA  | F        | 体重79kg以上   | ハインツ・キール、ユルゲン・シャウブルッフ、アーサー・コップらと対戦                             |
| 1962年 | 1位  | ユースA  | F        | 体重79kg以上   | ベルリン代表カール=ハインツ・リンデナウ、ボン / デュースドルフ代表マンフレッド・シューマンに勝利 |
| 1962年 | 1位  | ジュニア | F        | ヘビー         | ヴェルナー・ブルクハルト、ベルトルト・スティクラーに勝利                                         |
| 1963年 | 3位  | シニア   | F        | ヘビー         | シファーシュタット代表ウィルフリード・ディートリッヒが優勝、ハインツ・ヴォルブが2位              |
| 1965年 | 1位  | ジュニア | GR       | ヘビー         | ルートヴィヒスハーフェン・アム・ライン代表ゲルト・フォルツらに勝利                               |
| 1965年 | 2位  | シニア   | F        | ヘビー         | ディートリッヒが優勝、ニュルンベルク代表ヘルムート・レーヴが3位                                  |
| 1966年 | 2位  | シニア   | F        | ヘビー         | ディートリッヒが優勝、ヴィッテン代表ハインツ・アイヒェルバウムが3位                              |
| 1966年 | 2位  | シニア   | GR       | ヘビー         | ディートリッヒが優勝、アイヒェルバウムが3位                                                      |
| 1968年 | 1位  | シニア   | F        | ヘビー         | ミュンヘン代表ヨーゼフ・ガンメルとアイヒェルバウムに勝利                                         |
| 1968年 | 3位  | シニア   | GR       | ヘビー         | アイヒェルバウムとホルスト・シュワルツに続く3位                                                  |
| 1969年 | 1位  | シニア   | F        | スーパーヘビー | アイヒェルバウムとフォルツに勝利                                                                 |
| 1969年 | 1位  | シニア   | GR       | スーパーヘビー | シュワルツとフォルツに勝利                                                                       |
| 1970年 | 2位  | シニア   | GR       | スーパーヘビー | シュワルツが優勝、ガンメルが3位                                                                  |
| 1971年 | 2位  | シニア   | GR       | スーパーヘビー | シュワルツが優勝、ガンメルが3位                                                                  |
| 1972年 | 1位  | シニア   | GR       | スーパーヘビー | シュワルツが2位、ユルゲン・ベートマンが3位                                                       |

### プロ転向後
1973年、ポール・バーガーのオファーを受けてプロレスラーに転向。同年9月7日、ハンブルクにてアルゼンチン出身のオスカー・ラゴとデビュー戦を行い、反則負けを喫している。翌1974年は8月31日にミュンスターにてジョージ・ゴーディエンコとシュートマッチを行い、10月25日にはミュンヘンにてメキシコから遠征してきたミル・マスカラスに勝利。1978年4月8日にシュトゥットガルトで行われていたトーナメントでは、ダニー・リンチのラフ攻撃に逆上し、彼の足を折って引退に追い込んだともされている。
西ドイツではプロモーター業も手掛け、1978年11月7日から29日にかけて開催されたアントニオ猪木の欧州遠征シリーズ "Inoki Europa Tournee 1978（イノキ・ヨーロッパ・ツアー1978）" では選手として自ら猪木と戦いつつ、興行そのものを取り仕切っていた（ツアーにはスイスのレネ・ラサルテスやオーストリアのオットー・ワンツといった当時の欧州各国のトップ選手をはじめ、1976年に猪木と異種格闘技戦を行ったオランダのウィレム・ルスカもプロレスラーとして参加。アントン・ヘーシンクの出場も予定されていた。ボックと同じドイツからは、モハメド・アリとの対戦経験を持つ元プロボクサーのカール・ミルデンバーガーや、ローマオリンピック金メダリストのウィルフレッド・ディートリッヒも猪木の対戦相手として出場。アンダーカードの軽量級選手では、イギリスのピート・ロバーツやクロアチアのミレ・ツルノなどが招聘された）。
このツアーではボックは猪木と3戦し、1勝（判定勝ち）1敗（反則負け）1分であったが、日本で放送されたのは3戦目となる11月25日のシュトゥットガルトにおける判定勝ちの試合であり、この際のボックの攻撃が尋常ではなかったことから「シュトゥットガルトの惨劇」とも称された（猪木は11月8日のデュッセルドルフにおけるボックとの初戦でも、受身の取れない投げ方のフルネルソン・バスターで肩口からマットに落とされ、右肩を負傷していた。現地のマットはオガクズを敷いた木の上にエプロンを貼っただけの硬く劣悪なもので、ツアーの日程も23日間で21試合という殺人的なスケジュールだったこともあり、猪木はシリーズを通して満身創痍のダメージを負った）。なお、この試合は欧州代表のボックと日本代表の猪木とのダブルタイトル戦であり、勝者はアメリカ代表のブルーノ・サンマルチノと世界統一の最終決戦を行う予定だったという。
ツアーの興行成績は惨敗に終わり、ボックが参与していた興行会社は倒産。莫大な負債を被ったボックは猪木のファイトマネーを全額支払うことができず、その埋め合わせとして翌1979年7月に日本で猪木と再戦することが決定していたが、自動車事故による怪我のため来日は急遽中止になっている。同年12月16日、ジンデルフィンゲンにてアンドレ・ザ・ジャイアントと対戦（6R無効試合）。この試合でボックはアンドレにシュートを仕掛けスープレックスを放ったが、アンドレのボディ・プレスを受けて左足を負傷し、心臓麻痺につながる血栓症を誘発。長期間の治療とリハビリテーションを要したため、この試合がドイツ国内における彼の最後の試合となった。
1981年夏、新日本プロレスへの初参戦（『サマー・ファイト・シリーズ』後半戦への特別参加）が実現。血栓症の治療中は一切のトレーニングが行えなかったこともあり、肉体的にもベスト・コンディションではなかったものの、木村健吾や長州力をダブルアーム・スープレックスで一蹴するなどセンセーショナルな日本マット登場を果たした。シリーズ中は猪木と対戦することはなかったが、最終戦の猪木対マスクド・スーパースター戦において、試合前にリング上で猪木との再戦をアピール。その際、ボックの握手を拒否したスーパースターと一触即発の状態になるという一幕も見られた。同年暮れの再来日（『第2回MSGタッグ・リーグ戦』終盤戦への特別参加）でもラッシャー木村やタイガー戸口を短時間で下し、12月8日の蔵前国技館大会ではスタン・ハンセンとタッグを組んで猪木&藤波辰巳から勝利を収めている。シリーズ中は、バッドニュース・アレン&ワイルド・サモアン1号と組んでの6人タッグマッチにも出場した。
3度目の日本参戦となる1982年1月1日、後楽園ホールでのイベント『新春スーパー・ファイト』にて猪木との約3年ぶりのシングルマッチがラウンド制で実現したが、血栓症の病状が悪化していたため往時のようなファイトは望めず、消化不良の試合に終わった（3R3分16秒、エプロン越しにスリーパー・ホールドをかけたボックがレフェリーの制止を無視して攻撃を続けたため反則負け）。当日は『ワールドプロレスリング』にて実況生中継されたが、放送時間が無くなったため試合終了まで中継が行われなかった。当時、新日本プロレスが提唱していたIWGPへの欧州代表としての出場も予定されていたものの、この試合を最後にボックは引退した。
引退後はドイツにて別事業に専念することとなったが、1978年のツアーの壊滅的な赤字による税金の未払いと、ツアーの資金調達に関係していた第三者の個人投資の損失のために有罪となり、懲役2年の判決を受ける。個人資産や所有地をすべて失うも、1983年1月の収監から数カ月後には出獄が認められ、当時の妻名義のディスコ経営会社に勤務していた。
1991年にタイに移住して1993年より貿易業を開始したが、2002年に血栓症を再発。2003年にドイツへ帰国してからは、シュトゥットガルトに居住して靴部品の販売会社を経営している。

## 得意技
- ダブルアーム・スープレックス
- ボディスラム
- バックドロップ
- フロント・スープレックス
- フルネルソン・バスター

レスリングの技能に加え、アントニオ猪木をして「とてつもなく力が強い」と言わしめた怪力を活かし、プロレス技としては「つなぎ技」でしかないボディスラムを必殺技に近いレベルで用いていた。

## 獲得タイトル
- WWU世界ヘビー級王座（1978年）[5]
- VDB世界ヘビー級王座（1979年）[5]

## 追記
- 1979年公開の映画『ハリケーン・ロージー（英語版）』にホテル経営者役で出演した（役名は「マイク・フェルナンデス」）。
- ジャンボ鶴田が1981年8月1日に城ヶ崎海岸で行われた全日本プロレスの合宿から帰京する際、伊豆急行線から東海道新幹線に乗り換えるために熱海駅にて前日の東京スポーツを購入した（当時、静岡県東部における東京スポーツの発売は1日遅れだった）。鶴田は7月30日に高石市で行われた木村健吾戦の記事を見て、東京スポーツの記者に対して「ボックはプロレスを分かっていない」とコメントし、ボックのレスリングを認めないことを示唆していた[26]。
- 出獄後の1983年11月30日、ルートヴィヒスブルクにおいてライブハウス「ロックファブリク・ルートヴィヒスブルク」（「ロファ」）をオープン。冷蔵庫工場を約1年間かけて改装したもので、開設の尽力者は、後にクリスチャン・アルブレヒトと共にマネージング・ディレクターを務めるオットー・ロスバッハーである[27]。ロファはメタリカ、アイアン・メイデン、マノウォー、ナザレス、モトリー・クルー、スコーピオンズ、クイーン、ドロ・ペッシュ、 ハンマーフォール、 イン・エクシモ、サブウェイ・トゥ・サリーなどのバンドが出演しており、今日でもドイツ全土で知られているライブハウスである[28][29]。
- 引退後、日本では長らく音沙汰がなかったが、2011年に那嵯涼介のコンタクトに応じ『Gスピリッツ』誌上でのロングインタビューが掲載された他、同年10月25日にはアール・エフ・ラジオ日本の番組『真夜中のハーリー&レイス』に電話出演した。このインタビュー時に、かつて古舘伊知郎が実況で語っていた、音楽教師をしていたという経歴について、事実であると共に美術も教えていたと回答している。『週刊ファイト』1976年12月14日号では、ホッホシューレを卒業後に6年ほど教員生活を送っていたとしていた。
- プロレス転向時にジョニー・ロンドス（チャールズ・フェルフルスト）のコーチを受けており、彼について「プロレス界で出会ったベストレスラーの一人で、最高のテクニシャン」「プロレス界で友人と呼べたのは、ジョージ・ゴーディエンコとチャーリーだけだった」などと賛辞を呈している[30]。
- 2021年にはアンドレアス・マトレによる伝記小説『 "BOCK! Im Kampf gegen Stiere und sich selbst über Roland Bock』が出版された。それによると、ボックの幼少期は恵まれた環境ではなかったという。祖父は暴力的で厳しく、母親からも何度か殴られたという。
- 上記の書によると1979年に映画『ハリケーン・ロージー』に出演した後、4部作となるマルコ・ポーロ役のオファーがあったというが断っており、後にこのことを後悔していたという。
- レスリングを続けながら銀行員としてもキャリアを積み、さらにスポーツと芸術を教える教師も経験した。起業家としてはドイツで初めてステーキハウスをオープンさせ、ドイツで最大級のディスコを長年経営していたこともあるが、不用意に物事を投げ出し、しばらくタイに10年間住み、貿易業で数百万ユーロを稼いだが、後にその財も失うことにもなったという。